# Eduard Brückner
Eduard Brückner (Jena, Turíngia, 29 de juliol de 1862 - Viena, 20 de juliol de 1927) fou un geògraf i meteoròleg alemany.
Brückner va estudiar a les universitats de Dorpat, Dresden i Múnic. Fou professor a les universitats de Berna (1891, on va arribar a rector), a Halle-Wittenberg (1904) i, des del 1906, a Viena, on col·laborà amb Albrecht Penck. S'especialitzà en climatologia general i glacial i el 1909 fou elegit vicepresident de l'Associació Austríaca de Meteorologia.
Establí la teoria de l'existència d'uns cicles climàtics de 35 anys (cicle de Brückner). La teoria reportava la tendència de recurrència cíclica d'anys humits en intervals de, aproximadament, 35 anys, amb anys temperats i secs al mig. Se li va prestar molta atenció per un temps, però la seva operativa està enfosquida per la major magnitud de les variacions irregulars any per any, i per recurrències cícliques d'altres períodes. Per tant, la teoria era conseqüència no pas de la realitat, sinó dels mètodes matemàtics emprats en establir-la.